# Saint-Méard-de-Drône
Pour les articles homonymes, voir Saint-Méard (homonymie).
Saint-Méard-de-Drône est une commune française située dans le département de la Dordogne, en région Nouvelle-Aquitaine.

## Géographie

### Généralités
Dans le quart nord-ouest du département de la Dordogne, en Ribéracois, la commune de Saint-Méard-de-Drône, essentiellement située en rive gauche de la Dronne, a cependant une partie nord-est en rive droite, vers les lieux-dits le Port et le Breuil. C'est une commune rurale qui fait partie de l'aire d'attraction de Ribérac, zonage d’étude défini par l'Insee, qui a remplacé en 2020 l'aire urbaine de Ribérac qui n'incluait pas la commune.
À l'intersection des routes départementales (RD) 104 (axe nord-sud) et 710 (axe est-ouest), le bourg de Saint-Méard-de-Drône est établi à moins d'un kilomètre au sud de la Dronne. Il est situé, en distances orthodromiques, six kilomètres à l'est de Ribérac et autant à l'ouest de Tocane-Saint-Apre, 
La commune est également desservie au nord-est par la RD 104E, en rive droite de la Dronne.
Jadis, la ligne ferroviaire Périgueux - Ribérac, aujourd'hui démantelée, traversait la commune.

### Communes limitrophes
Saint-Méard-de-Drône est limitrophe de sept autres communes dont Saint-Martin-de-Ribérac au sud-ouest sur environ 480 mètres.
| Villetoureix            | Celles                 | Saint-Victor |
| Ribérac                 | Saint-Méard-de-Drône   | Douchapt     |
| Saint-Martin-de-Ribérac | Saint-Pardoux-de-Drône |              |

### Géologie et relief

#### Géologie
Situé sur la plaque nord du Bassin aquitain et bordé à son extrémité nord-est par une frange du Massif central, le département de la Dordogne présente une grande diversité géologique. Les terrains sont disposés en profondeur en strates régulières, témoins d'une sédimentation sur cette ancienne plate-forme marine. Le département peut ainsi être découpé sur le plan géologique en quatre gradins différenciés selon leur âge géologique. Saint-Méard-de-Drône est située dans le troisième gradin à partir du nord-est, un plateau formé de calcaires hétérogènes du Crétacé.
Les couches affleurantes sur le territoire communal sont constituées de formations superficielles du Quaternaire datant du Cénozoïque et de roches sédimentaires du Mésozoïque. La formation la plus ancienne, notée c5b, date du Campanien 2, des calcaires crayo-marneux blanchâtres à grosses silicifications grises en alternance dures et tendres puis calcaire crayeux à glauconie. La formation la plus récente, notée CFp, fait partie des formations superficielles de type colluvions indifférenciées de versant, de vallon et plateaux issues d'alluvions, molasses, altérites. Le descriptif de ces couches est détaillé dans  la feuille « no 758 - Périgueux (ouest) » de la carte géologique au 1/50 000 de la France métropolitaine, et sa notice associée.

Carte géologique de Saint-Méard-de-Drône.

#### Relief et paysages
Le département de la Dordogne se présente comme un vaste plateau incliné du nord-est (491 m, à la forêt de Vieillecour dans le Nontronnais, à Saint-Pierre-de-Frugie) au sud-ouest (2 m à Lamothe-Montravel). L'altitude du territoire communal varie quant à elle entre 60 mètres à l'extrême nord-ouest de la commune, là où la Dronne quitte le territoire communal et sert de limite entre Villetoureix et Ribérac, et 145 mètres au sud, près du lieu-dit les Places, en limite de la commune de Saint-Pardoux-de-Drône.
Dans le cadre de la Convention européenne du paysage entrée en vigueur en France le 1er juillet 2006, renforcée par la loi du 8 août 2016 pour la reconquête de la biodiversité, de la nature et des paysages, un atlas des paysages de la Dordogne a été élaboré sous maîtrise d’ouvrage de l’État et publié en octobre 2020. Les paysages du département s'organisent en huit unités paysagères,. La commune est dans le Ribéracois, une région naturelle possédant un relief vallonné avec des altitudes moyennes comprises autour des 130-160 m, sculpté par la Dronne et ses nombreux affluents. Les paysages sont ondulés de grandes cultures dont les vastes horizons contrastent avec les paysages plus cloisonnés de la Dordogne,.
La superficie cadastrale de la commune publiée par l'Insee, qui sert de référence dans toutes les statistiques, est de 8,95 km2,,. La superficie géographique, issue de la BD Topo, composante du Référentiel à grande échelle produit par l'IGN, est quant à elle de 8,97 km2.

### Hydrographie

#### Réseau hydrographique
La commune est située dans le bassin de la Dordogne au sein du Bassin Adour-Garonne. Elle est drainée par la Dronne, la Peychay, le Jalley, le Goût et par divers petits cours d'eau, qui constituent un réseau hydrographique de 20 km de longueur totale,.
La Dronne, d'une longueur totale de 200,56 km, prend sa source dans la Haute-Vienne dans la commune de Bussière-Galant et se jette en rive droite de l'Isle — dont elle est le principal affluent — à Coutras en Gironde, au lieu-dit la Fourchée, face à la commune de Sablons,. Elle arrose le nord de la commune sur six kilomètres et demi dont cinq et demi lui servent de limite naturelle en deux tronçons, face à Saint-Victor, Celles et Villetoureix.
La Peychay, d'une longueur totale de 10,55 km, prend sa source dans la commune de Segonzac et rejoint la Dronne en rive gauche à 60 mètres d'altitude, au sud-est du bourg de Villetoureix, en limite de Ribérac et Saint-Méard-de-Drône. Elle borde la commune à l'ouest sur plus de trois kilomètres et demi, face à Saint-Martin-de-Ribérac puis Ribérac.
Autre affluent de rive gauche de la Dronne, le Goût prend sa source au nord-ouest du bourg et arrose le territoire communal sur plus d'un kilomètre.
Le Jalley, autre affluent de la Dronne mais en rive droite, sert de limite territoriale au nord-est sur deux kilomètres et demi, face à Saint-Victor.

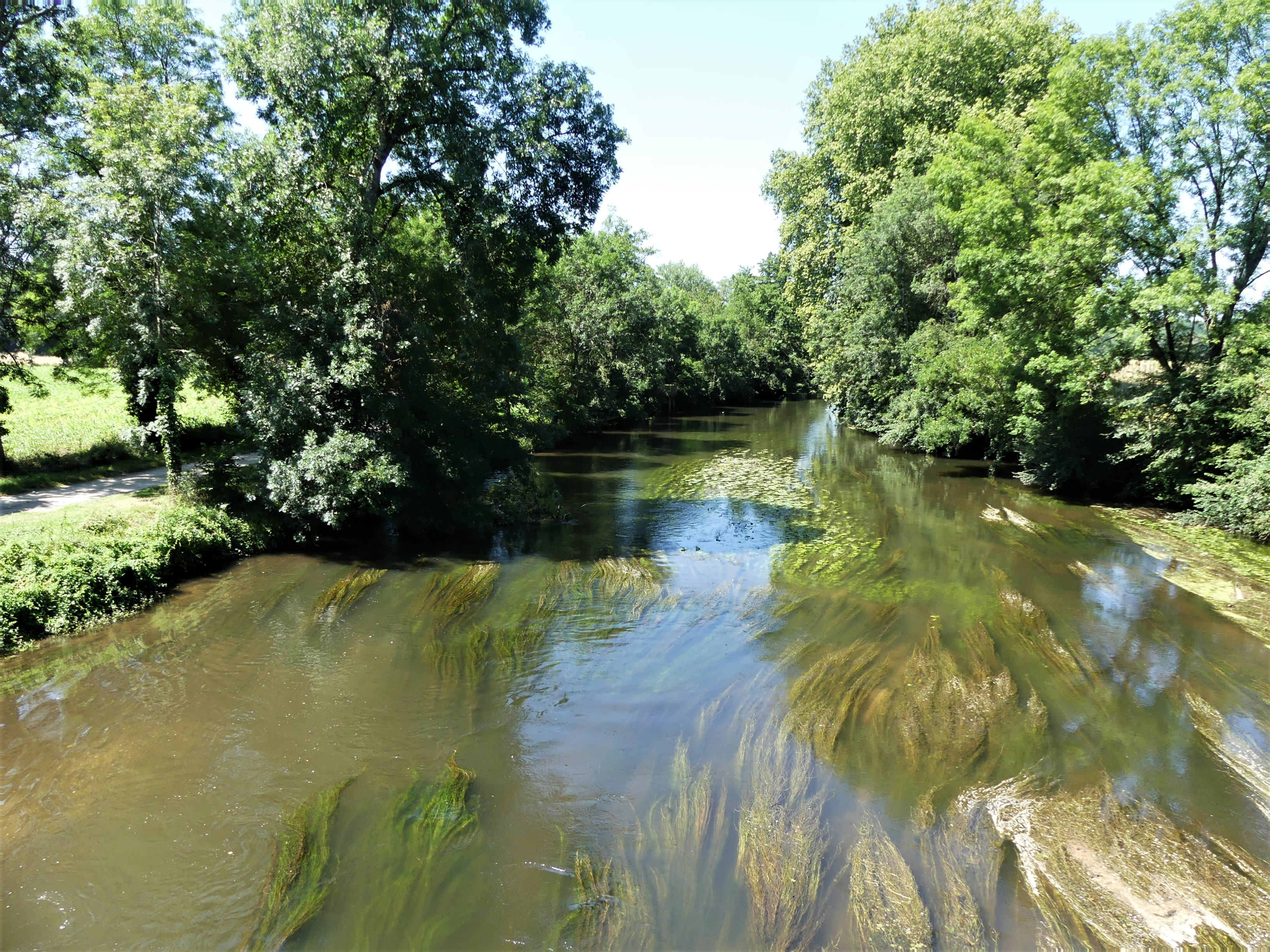
La Dronne en limite de Saint-Méard-de-Drône (à gauche) et de Celles (en rive opposée).
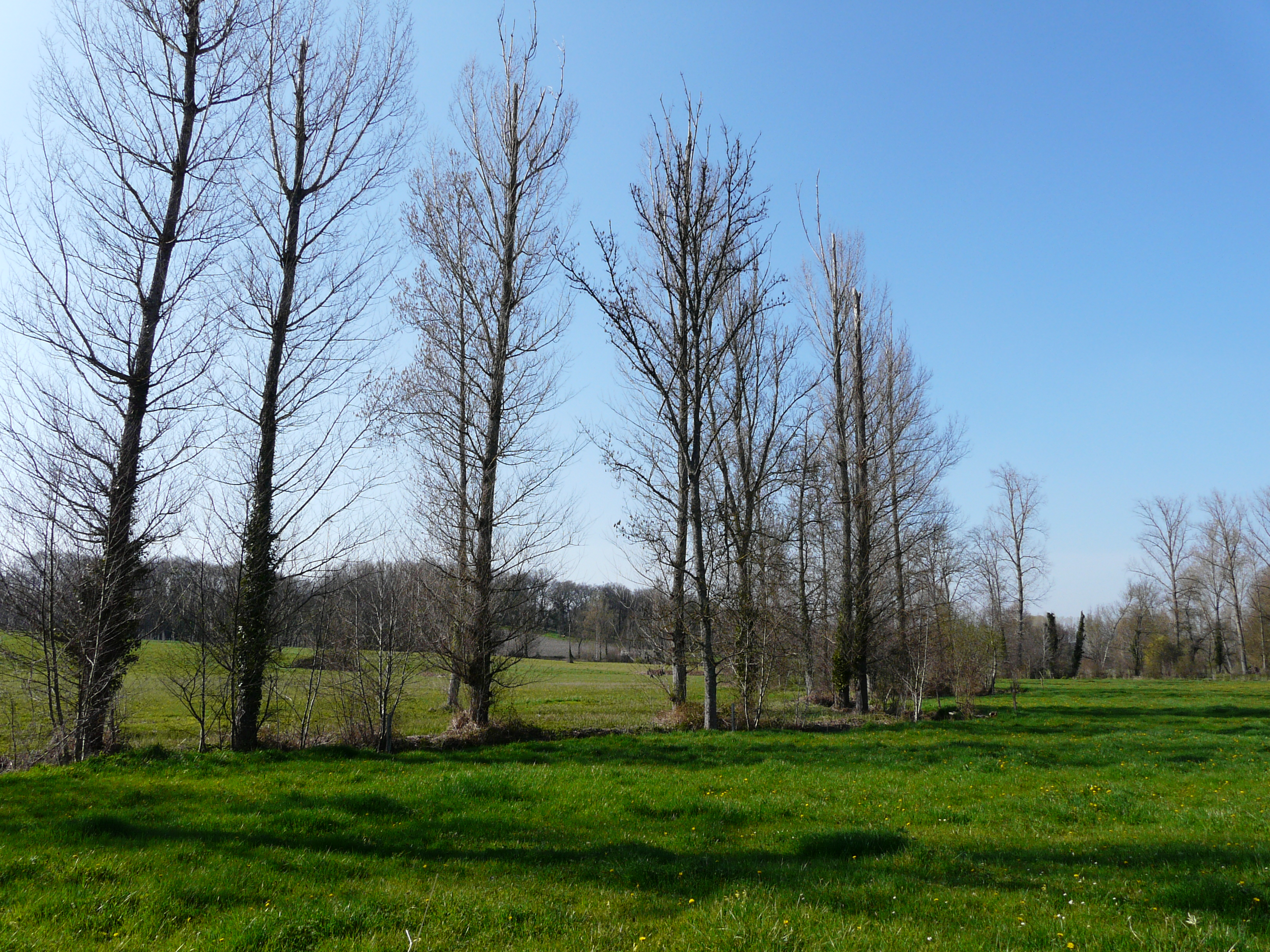
La vallée de la Peychay au lieu-dit les Peyronnets, entre Saint-Méard-de-Drône (au premier plan) et Ribérac (au-delà des peupliers).
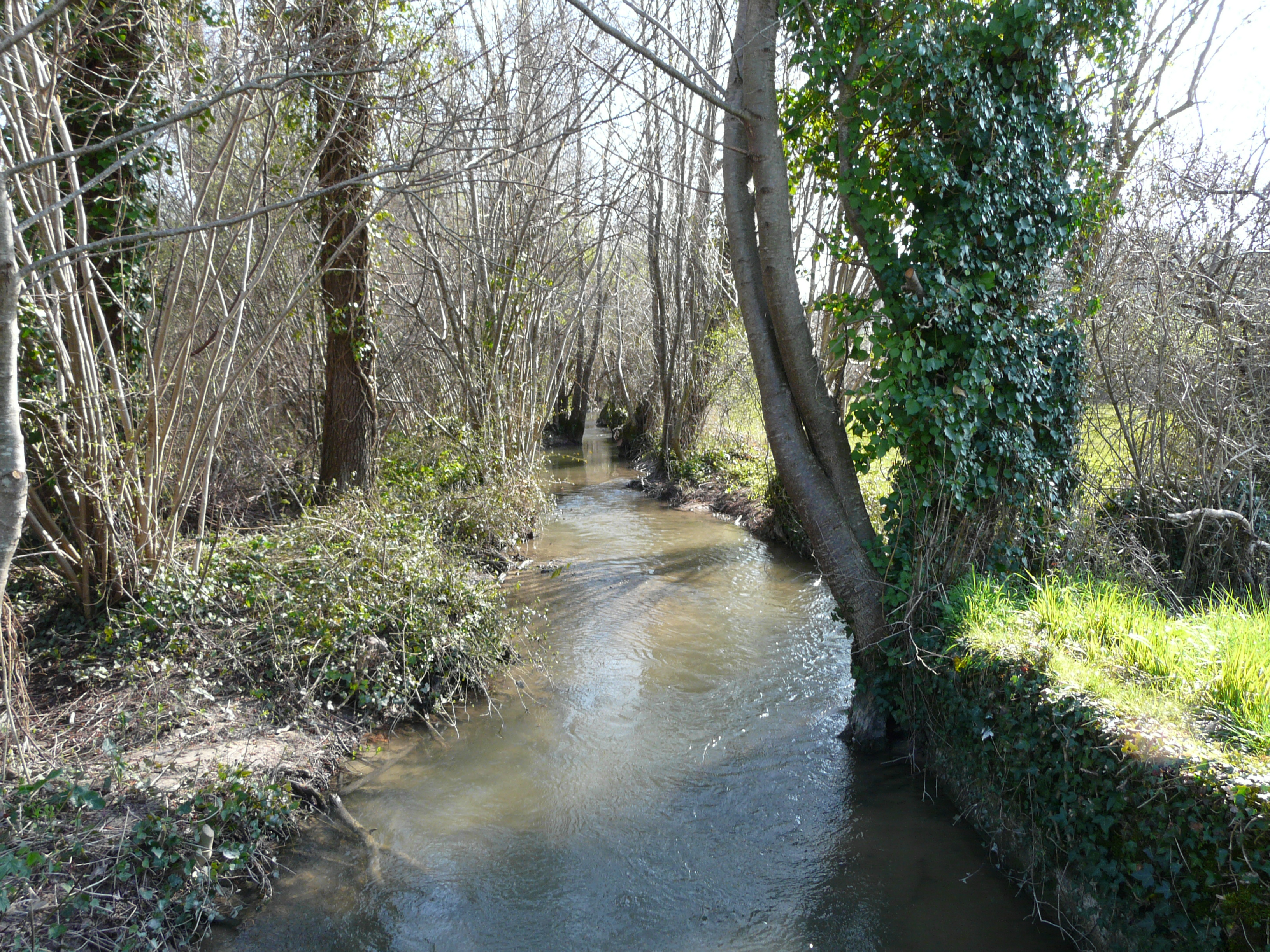
La Peychay au lieu-dit les Peyronnets, entre Saint-Méard-de-Drône (à gauche) et Saint-Martin-de-Ribérac (en rive opposée).
Réseaux hydrographique et routier de Saint-Méard-de-Drône.

#### Gestion et qualité des eaux
Le territoire communal est couvert par le schéma d'aménagement et de gestion des eaux (SAGE) « Isle - Dronne ». Ce document de planification, dont le territoire regroupe les bassins versants de l'Isle et de la Dronne, d'une superficie de 7 500 km2, a été approuvé le 2 août 2021. La structure porteuse de l'élaboration et de la mise en œuvre est l'établissement public territorial de bassin de la Dordogne (EPIDOR). Il définit sur son territoire les objectifs généraux d’utilisation, de mise en valeur et de protection quantitative et qualitative des ressources en eau superficielle et souterraine, en respect des objectifs de qualité définis dans le troisième SDAGE  du Bassin Adour-Garonne qui couvre la période 2022-2027, approuvé le 10 mars 2022.
La qualité des eaux de baignade et des cours d’eau peut être consultée sur un site dédié géré par les agences de l’eau et l’Agence française pour la biodiversité.

### Climat
Pour des articles plus généraux, voir Climat de la Nouvelle-Aquitaine et Climat de la Dordogne.
Historiquement, la commune est exposée à un climat océanique aquitain.  
En 2020, Météo-France publie une typologie des climats de la France métropolitaine dans laquelle la commune est exposée à un climat océanique altéré et est dans la région climatique  Aquitaine, Gascogne, caractérisée par une pluviométrie abondante au printemps, modérée en automne, un faible ensoleillement au printemps, un été chaud (19,5 °C), des vents faibles, des brouillards fréquents en automne et en hiver et des orages fréquents en été (15 à 20 jours).
Pour la période 1971-2000, la température annuelle moyenne est de 12,6 °C, avec  une amplitude thermique annuelle de 15,1 °C. Le cumul annuel moyen de précipitations est de 855 mm, avec 12 jours de précipitations en janvier et 6,6 jours en juillet. Pour la période 1991-2020, la température moyenne annuelle observée sur la station météorologique la plus proche, située sur la commune de Saint-Martin-de-Ribérac à 5 km à vol d'oiseau, est de 13,5 °C et le cumul annuel moyen de précipitations est de 916,6 mm,. Pour l'avenir, les paramètres climatiques de la commune estimés pour 2050 selon différents scénarios d’émission de gaz à effet de serre sont consultables sur un site dédié publié par Météo-France en novembre 2022.

## Urbanisme

### Typologie
Au 1er janvier 2024, Saint-Méard-de-Drône est catégorisée commune rurale à habitat dispersé, selon la nouvelle grille communale de densité à 7 niveaux définie par l'Insee en 2022.
Elle est située hors unité urbaine. Par ailleurs la commune fait partie de l'aire d'attraction de Ribérac, dont elle est une commune de la couronne,. Cette aire, qui regroupe 24 communes, est catégorisée dans les aires de moins de 50 000 habitants,.

### Occupation des sols
L'occupation des sols de la commune, telle qu'elle ressort de la base de données européenne d’occupation biophysique des sols Corine Land Cover (CLC), est marquée par l'importance des territoires agricoles (90,9 % en 2018), en diminution par rapport à 1990 (93,7 %). La répartition détaillée en 2018 est la suivante : 
zones agricoles hétérogènes (39 %), terres arables (29,5 %), prairies (22,4 %), forêts (6 %), zones urbanisées (3,1 %). L'évolution de l’occupation des sols de la commune et de ses infrastructures peut être observée sur les différentes représentations cartographiques du territoire : la carte de Cassini (XVIIIe siècle), la carte d'état-major (1820-1866) et les cartes ou photos aériennes de l'IGN pour la période actuelle (1950 à aujourd'hui).

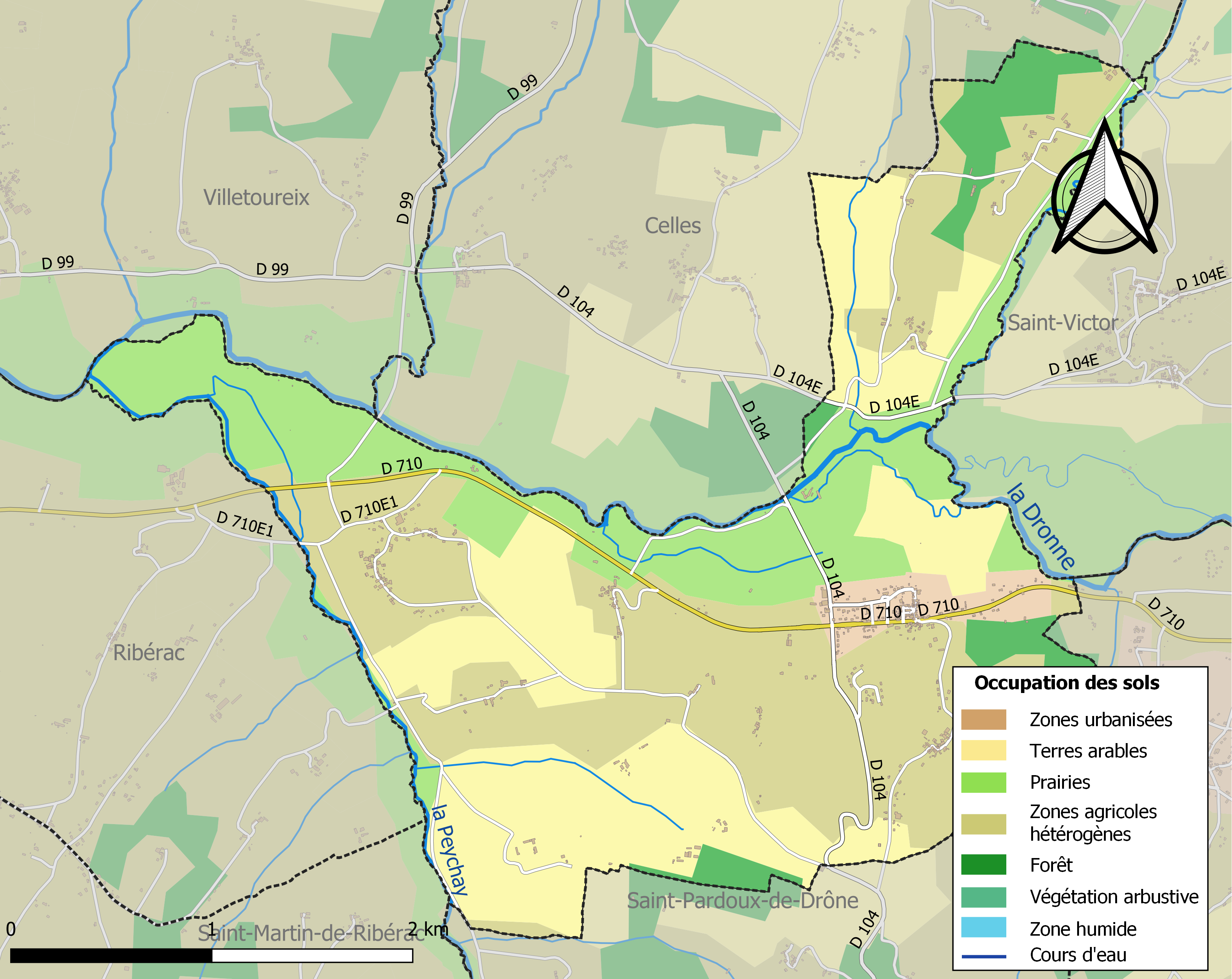
Carte des infrastructures et de l'occupation des sols de la commune en 2018 (CLC).

### Villages, hameaux et lieux-dits
- Borie Porte
- Fompie
- Fontenille
- Grande Métairie
- la Peychay
- la Pichardie
- la Tour
- le Breuil
- le Goût
- le Gros Bost
- le Moulin des Bigoussies
- le Moulin Neuf
- le Port
- le Puy
- le Syndic
- le Toillard
- les Barthoumeries
- les Bigoussies
- les Boursiers
- les Chabroulies
- les Fontenilloux
- Mareuil
- Moulin de la Pause
- Nouveau

### Prévention des risques

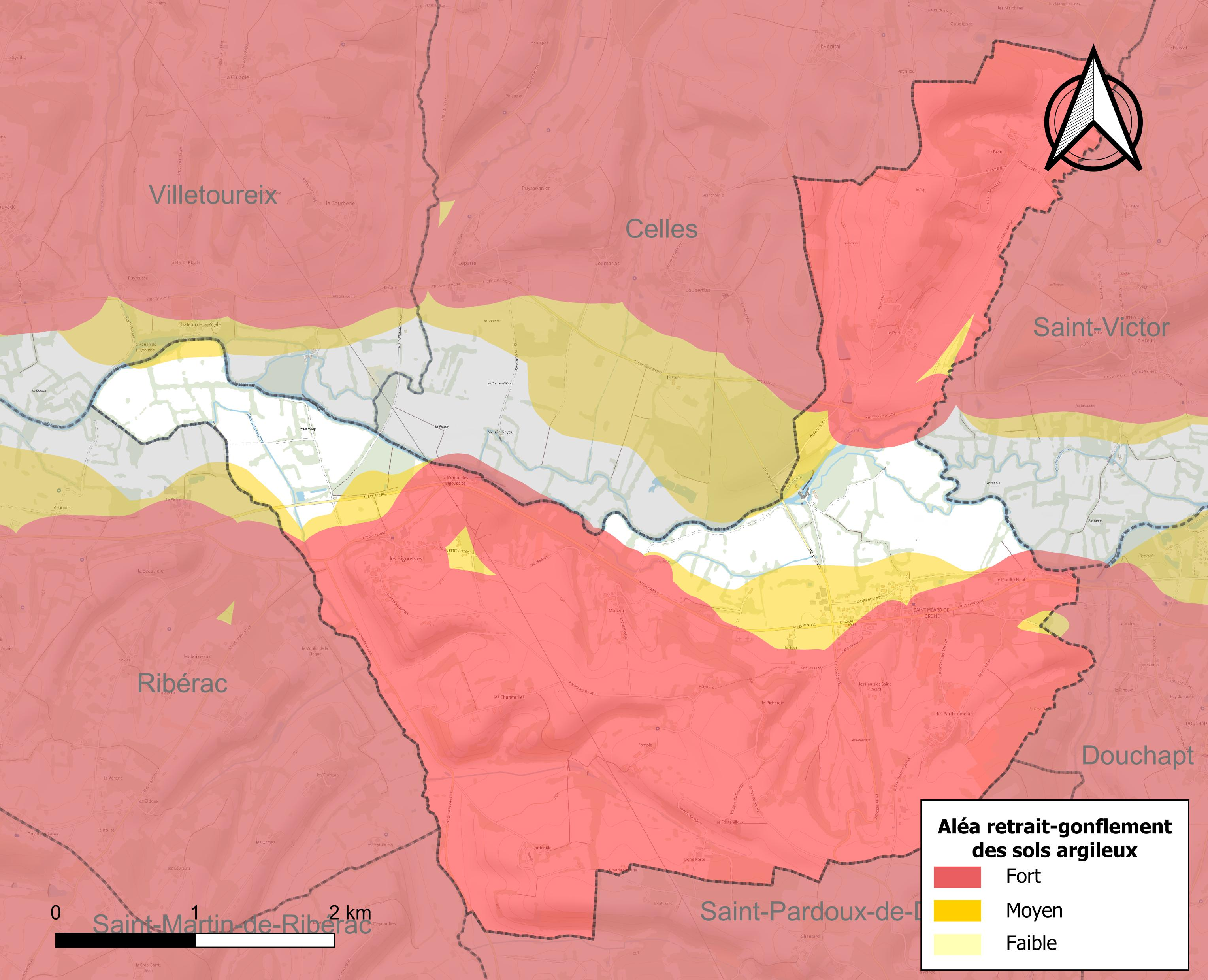
Carte des zones d'aléa retrait-gonflement des sols argileux de Saint-Méard-de-Drône.

Le territoire de la commune de Saint-Méard-de-Drône est vulnérable à différents aléas naturels : météorologiques (tempête, orage, neige, grand froid, canicule ou sécheresse), inondations, feux de forêts, mouvements de terrains et séisme (sismicité très faible). Un site publié par le BRGM permet d'évaluer simplement et rapidement les risques d'un bien localisé soit par son adresse soit par le numéro de sa parcelle.
Certaines parties du territoire communal sont susceptibles d’être affectées par le risque d’inondation par débordement de cours d'eau, notamment la Dronne et la Peychay. La commune a été reconnue en état de catastrophe naturelle au titre des dommages causés par les inondations et coulées de boue survenues en 1982, 1983, 1986, 1993 et 1999,. Le risque inondation est pris en compte dans l'aménagement du territoire de la commune par le biais du plan de prévention des risques inondation (PPRI) de la « vallée de la Dronne », couvrant 19 communes et approuvé le 31 janvier 2014, pour les crues de la Dronne,.
Saint-Méard-de-Drône est exposée au risque de feu de forêt. L’arrêté préfectoral du 14 mars 2013 fixe les conditions de pratique des incinérations et de brûlage dans un objectif de réduire le risque de départs d’incendie. À ce titre, des périodes sont déterminées : interdiction totale du 15 février au 15 mai et du 15 juin au 15 octobre, utilisation réglementée du 16 mai au 14 juin et du 16 octobre au 14 février. En septembre 2020, un plan inter-départemental de protection des forêts contre les incendies (PidPFCI) a été adopté pour la période 2019-2029,.
Les mouvements de terrains susceptibles de se produire sur la commune sont des tassements différentiels. Le retrait-gonflement des sols argileux est susceptible d'engendrer des dommages importants aux bâtiments en cas d’alternance de périodes de sécheresse et de pluie. 85,1 % de la superficie communale est en aléa moyen ou fort (58,6 % au niveau départemental et 48,5 % au niveau national métropolitain). Depuis le 1er octobre 2020, en application de la loi ÉLAN, différentes contraintes s'imposent aux vendeurs, maîtres d'ouvrages ou constructeurs de biens situés dans une zone classée en aléa moyen ou fort,.
La commune a été reconnue en état de catastrophe naturelle au titre des dommages causés par la sécheresse en 1989, 1997, 2003 et 2011 et par des mouvements de terrain en 1999.

## Toponymie

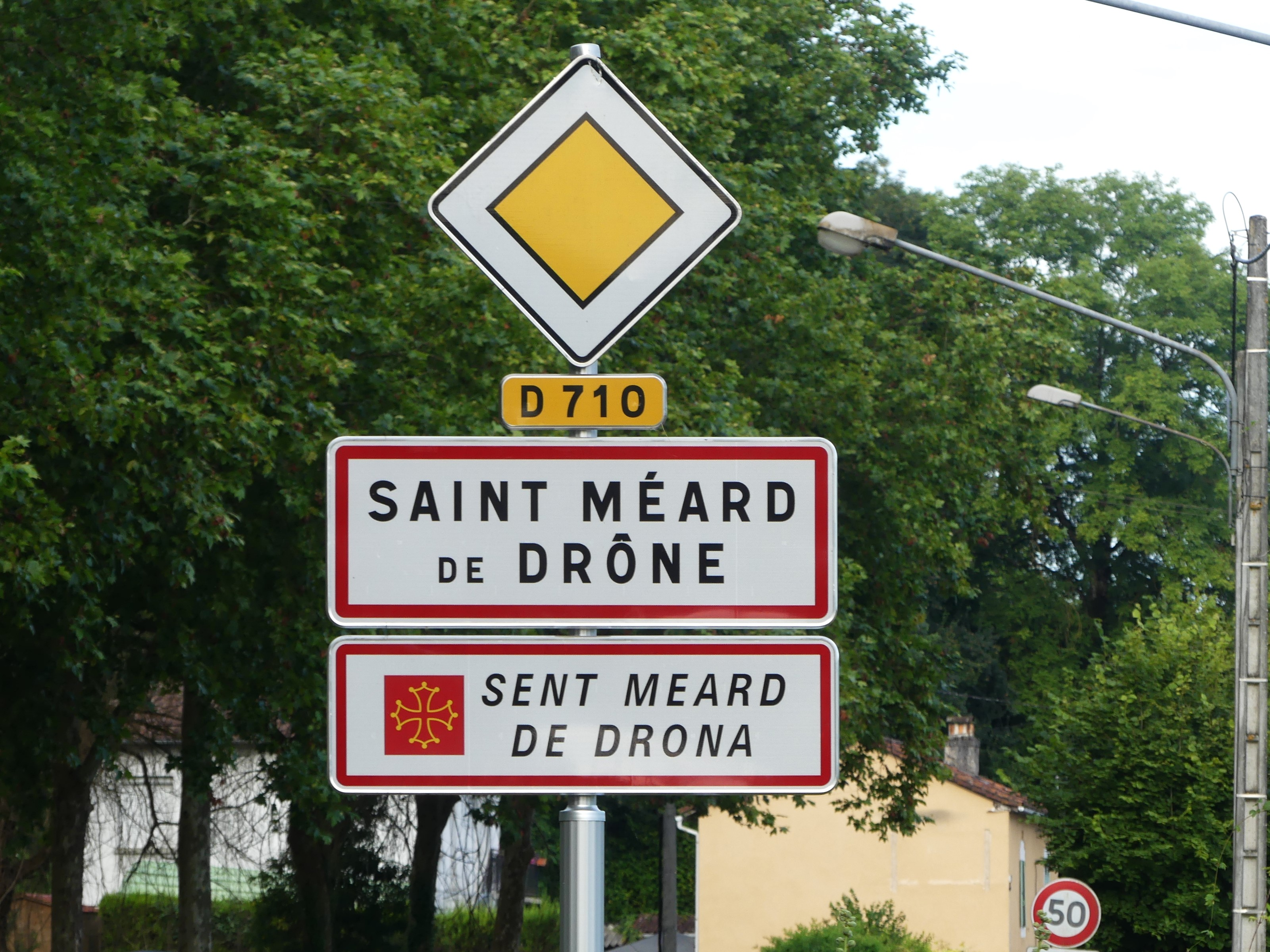
Panneau d'entrée dans le bourg.

Le nom de la commune fait référence à saint Médard, évêque de Noyon au VIe siècle, et à la Dronne, rivière qui arrose le territoire communal.
En occitan, la commune porte le nom de Sent Meard de Drona,.

## Histoire
La première mention écrite connue du lieu figure dans un pouillé du XIIIe siècle, sous la forme Sanctus Medardus.
Sur la carte de Cassini représentant la France entre 1756 et 1789, le village est identifié sous le nom de « Saint Médard de Dronne ».

## Politique et administration

### Administration municipale
La population de la commune étant comprise entre 100 et 499 habitants au recensement de 2017, onze conseillers municipaux ont été élus en 2020,.

### Liste des maires

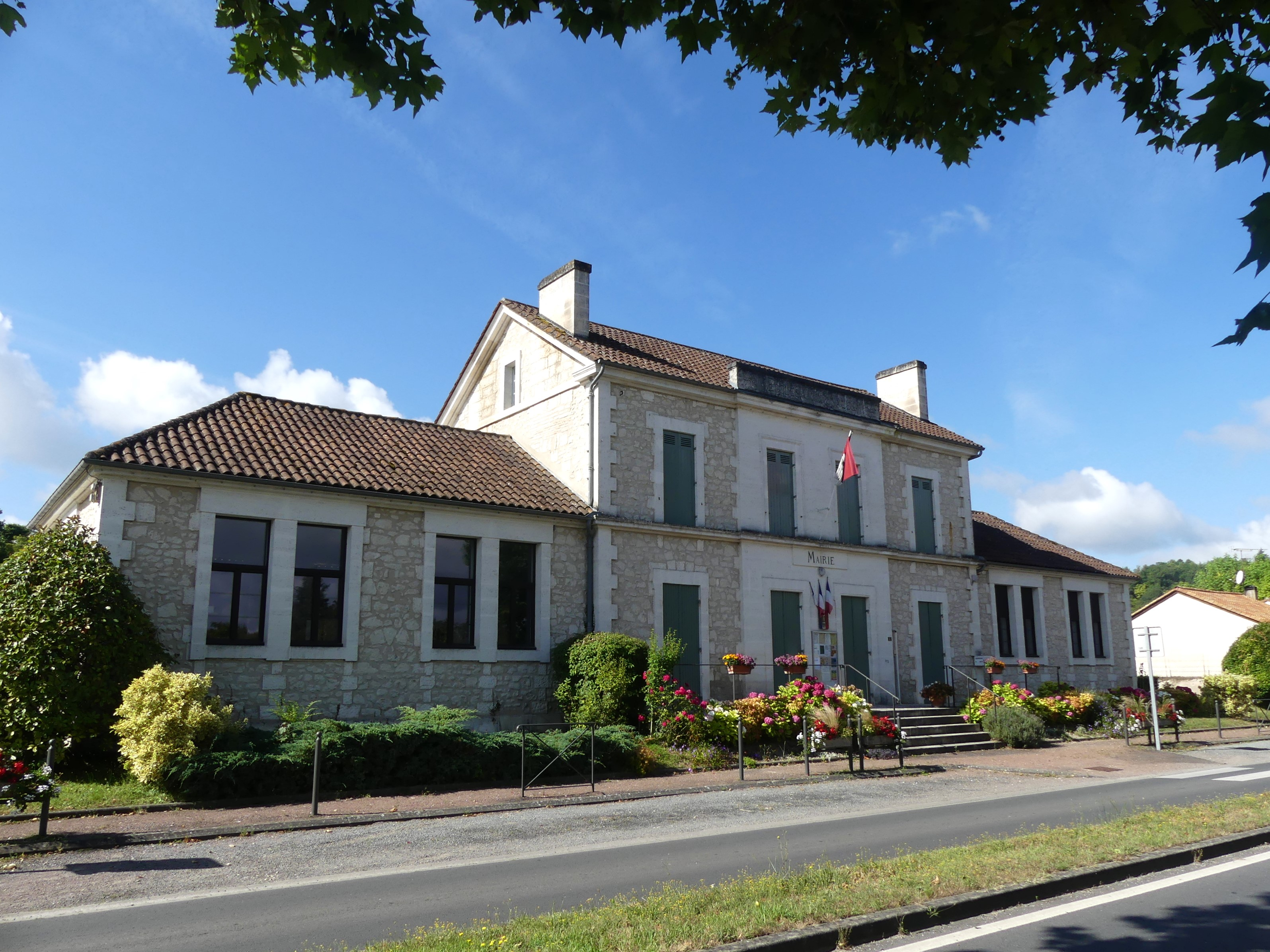
La mairie en 2024.

| Période                                  | Période   | Identité               | Étiquette | Qualité         |
| ---------------------------------------- | --------- | ---------------------- | --------- | --------------- |
| Les données manquantes sont à compléter. |           |                        |           |                 |
|                                          |           |                        |           |                 |
| 1971                                     | mars 2008 | Jean-Claude Fallacher  |           |                 |
| mars 2008                                | mars 2014 | Marie-Thérèse Segonzac | SE        | Cadre retraitée |
| mars 2014 (réélu en mai 2020)            | En cours  | Gérard Caignard        |           |                 |

## Équipements et services publics

### Justice
En 2023, dans le domaine judiciaire, Saint-Méard-de-Drône relève : 
- du tribunal judiciaire, du tribunal pour enfants, du conseil de prud'hommes et du tribunal de commerce de Périgueux ;
- du pôle Nationalité du tribunal judiciaire de Périgueux (compétent uniquement dans le domaine de la nationalité) ;
- de la cour d'appel, du tribunal administratif et de la  cour administrative d'appel de Bordeaux.

## Population et société

### Démographie
Les habitants de Saint-Méard-de-Drône se nomment les Saint Méardais.
L'évolution du nombre d'habitants est connue à travers les recensements de la population effectués dans la commune depuis 1793. Pour les communes de moins de 10 000 habitants, une enquête de recensement portant sur toute la population est réalisée tous les cinq ans, les populations de référence des années intermédiaires étant quant à elles estimées par interpolation ou extrapolation. Pour la commune, le premier recensement exhaustif entrant dans le cadre du nouveau dispositif a été réalisé en 2007.

En 2022, la commune comptait 489 habitants, en évolution de −0,81 % par rapport à 2016 (Dordogne : +0,37 %, France hors Mayotte : +2,11 %).
| 1793 | 1800 | 1806 | 1821 | 1831 | 1836 | 1841 | 1846 | 1851 |
| ---- | ---- | ---- | ---- | ---- | ---- | ---- | ---- | ---- |
| 590  | 480  | 436  | 656  | 616  | 654  | 593  | 671  | 620  |

| 1856 | 1861 | 1866 | 1872 | 1876 | 1881 | 1886 | 1891 | 1896 |
| ---- | ---- | ---- | ---- | ---- | ---- | ---- | ---- | ---- |
| 630  | 628  | 598  | 587  | 587  | 603  | 634  | 600  | 583  |

| 1901 | 1906 | 1911 | 1921 | 1926 | 1931 | 1936 | 1946 | 1954 |
| ---- | ---- | ---- | ---- | ---- | ---- | ---- | ---- | ---- |
| 565  | 599  | 551  | 516  | 531  | 536  | 503  | 455  | 434  |

| 1962 | 1968 | 1975 | 1982 | 1990 | 1999 | 2006 | 2007 | 2012 |
| ---- | ---- | ---- | ---- | ---- | ---- | ---- | ---- | ---- |
| 379  | 327  | 364  | 403  | 451  | 433  | 461  | 465  | 485  |

| 2017 | 2022 | - | - | - | - | - | - | - |
| ---- | ---- | - | - | - | - | - | - | - |
| 497  | 489  | - | - | - | - | - | - | - |

### Sport
En juillet concours hippique de saut d'obstacles (40e édition en 2019).

## Économie

### Emploi
En 2015, parmi la population communale comprise entre 15 et 64 ans, les actifs représentent 206 personnes, soit 42,2 % de la population municipale. Le nombre de chômeurs (vingt-trois) a légèrement diminué par rapport à 2010 (vingt-quatre) et le taux de chômage de cette population active s'établit à 11,0 %.

### Établissements
Au 31 décembre 2015, la commune compte quarante-sept établissements, dont vingt-quatre au niveau des commerces, transports ou services, huit dans l'agriculture, la sylviculture ou la pêche, sept dans l'industrie, six dans la construction, et deux relatifs au secteur administratif, à l'enseignement, à la santé ou à l'action sociale.

## Culture locale et patrimoine

### Lieux et monuments
- Château de Fontenilles, XVIIe siècle.
- Église Saint-Médard[49], romane du XIIe siècle, le clocher datant du XIXe siècle. Elle est inscrite au titre des monuments historiques en l'an 2000[64],[65]. De nombreuses fresques du XIVe siècle y ont été mises au jour[66]. Leur restauration a pris onze années, de 2013 à 2024[67].

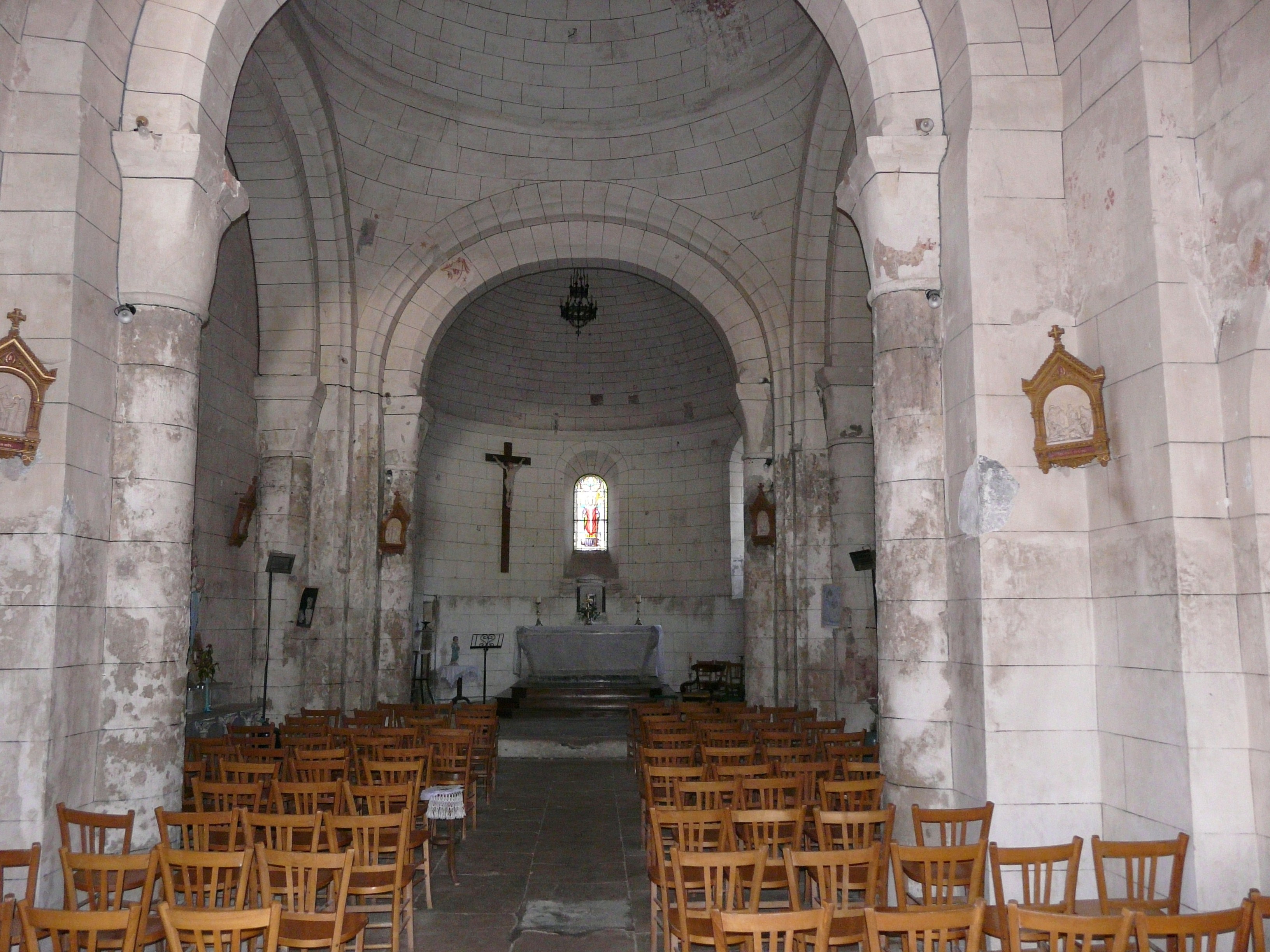
La nef de l'église.
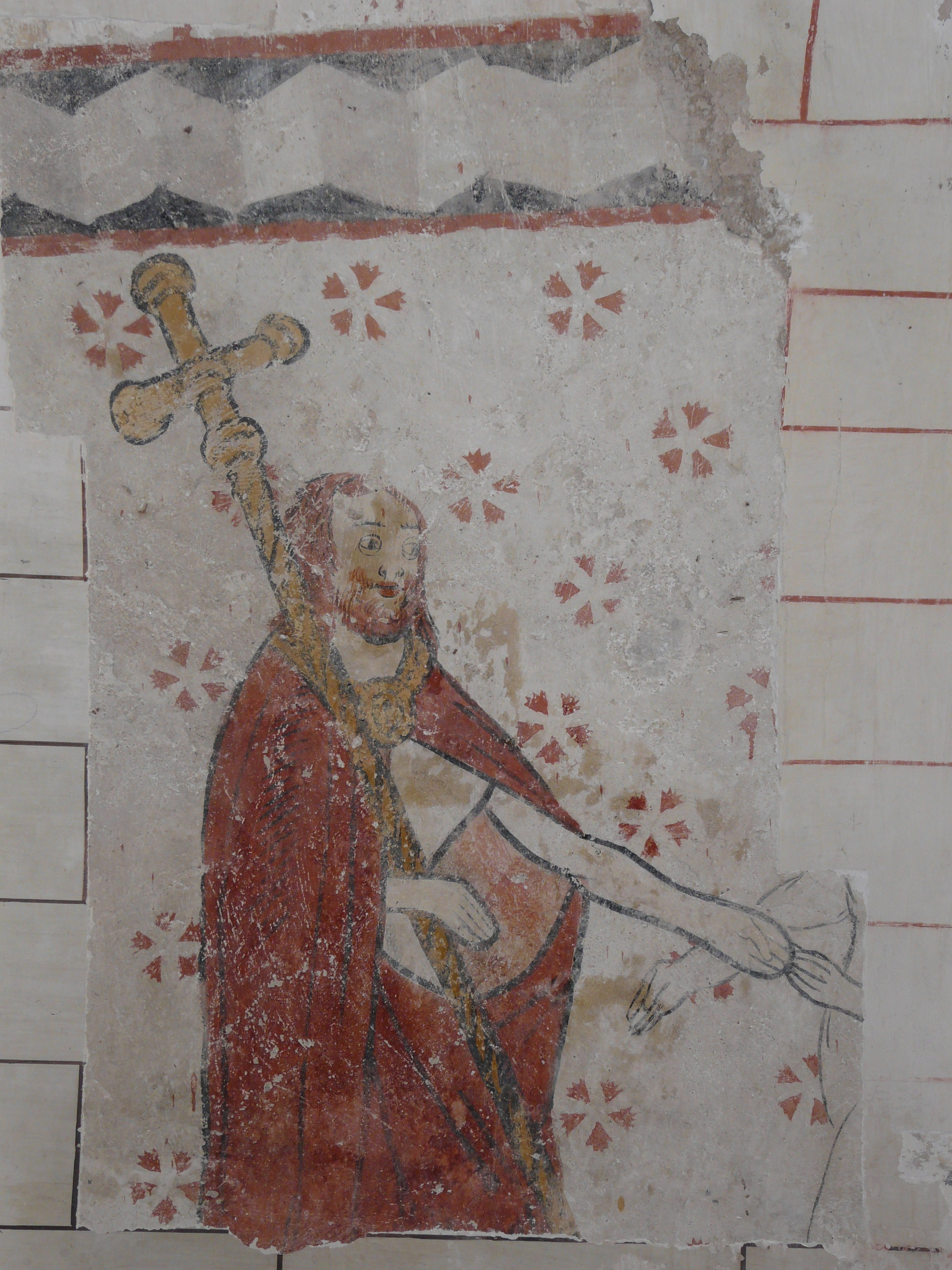
Une des fresques mises au jour.
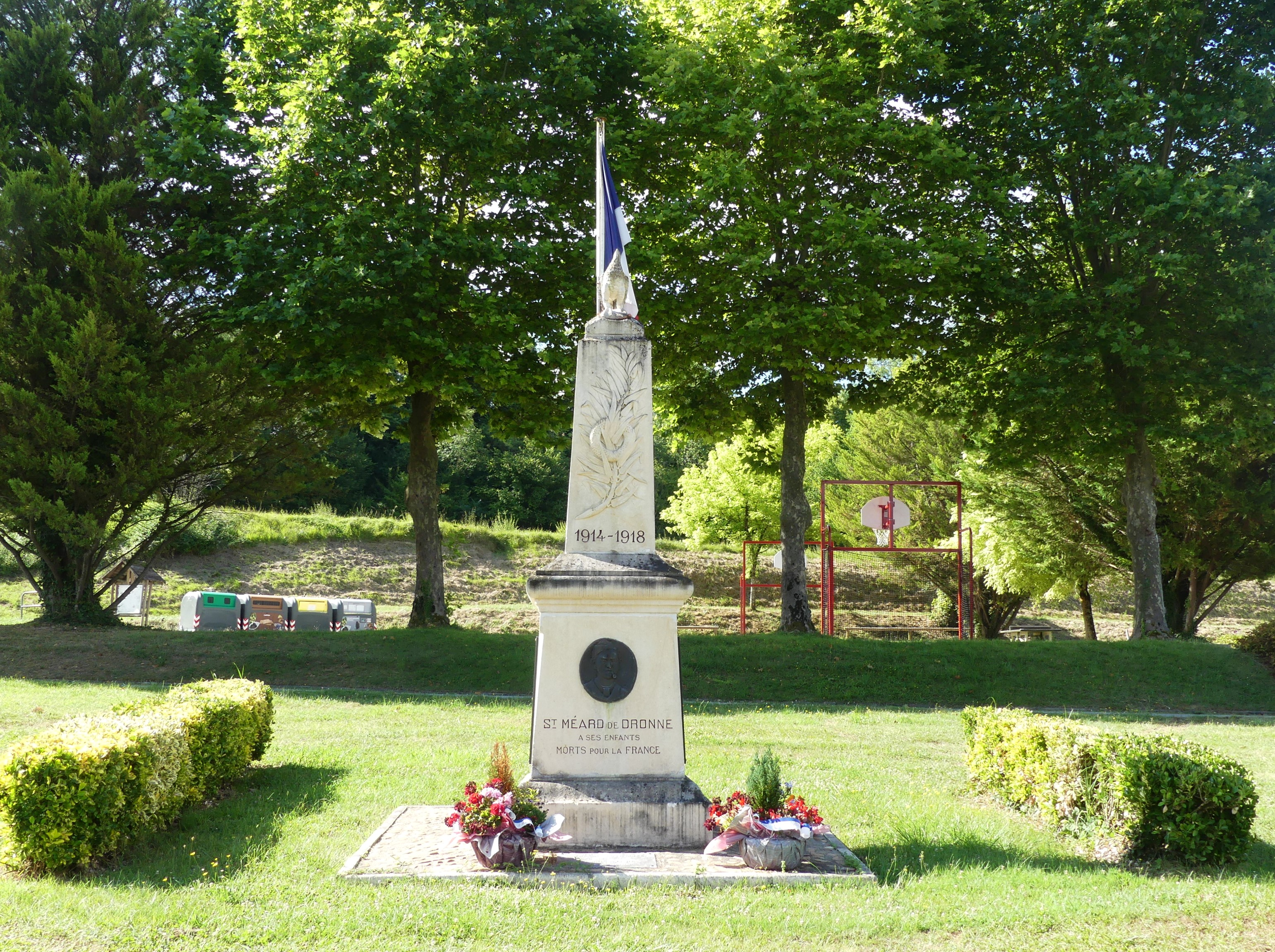
Le monument aux morts.
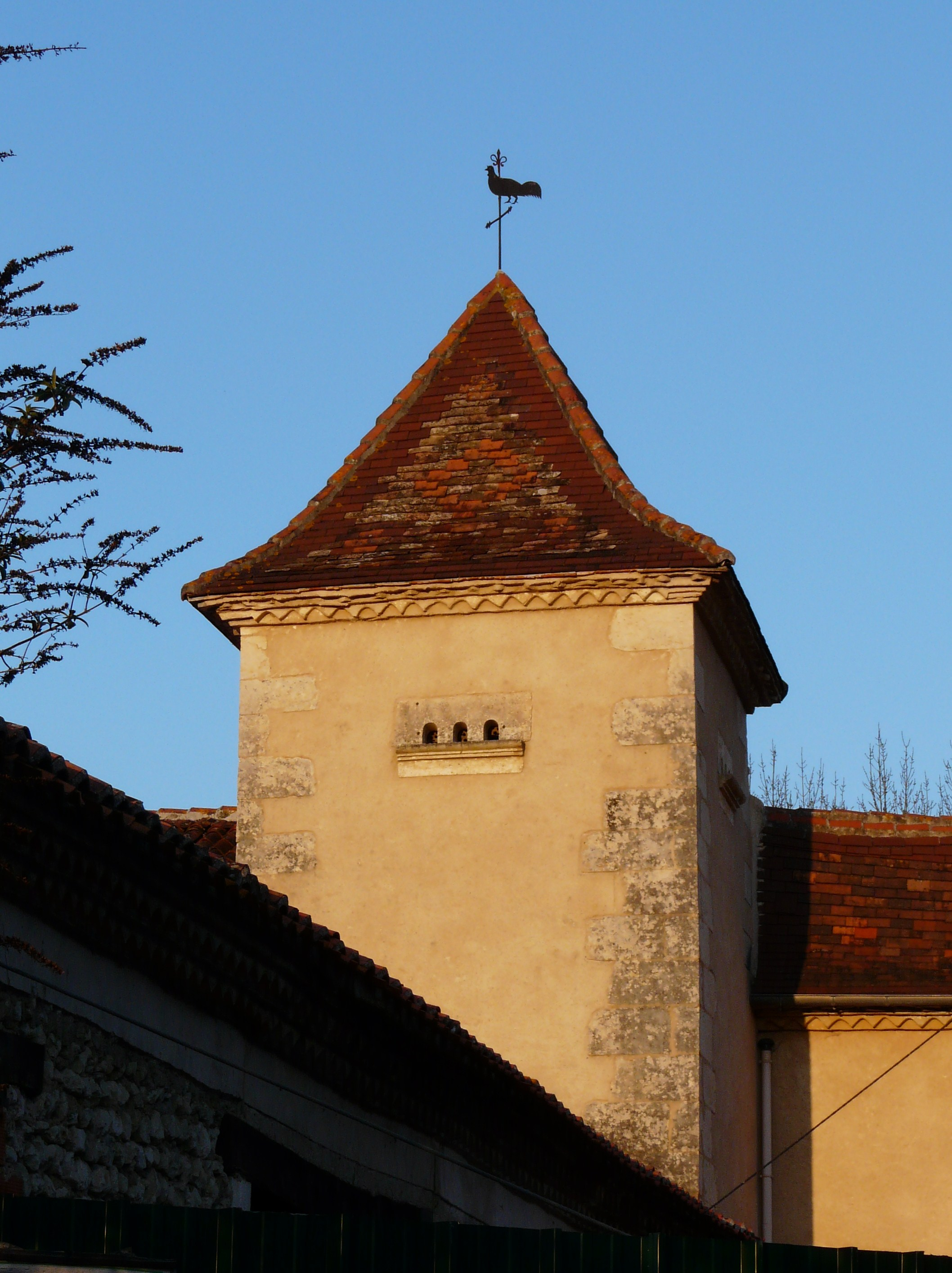
Pigeonnier dans le bourg.
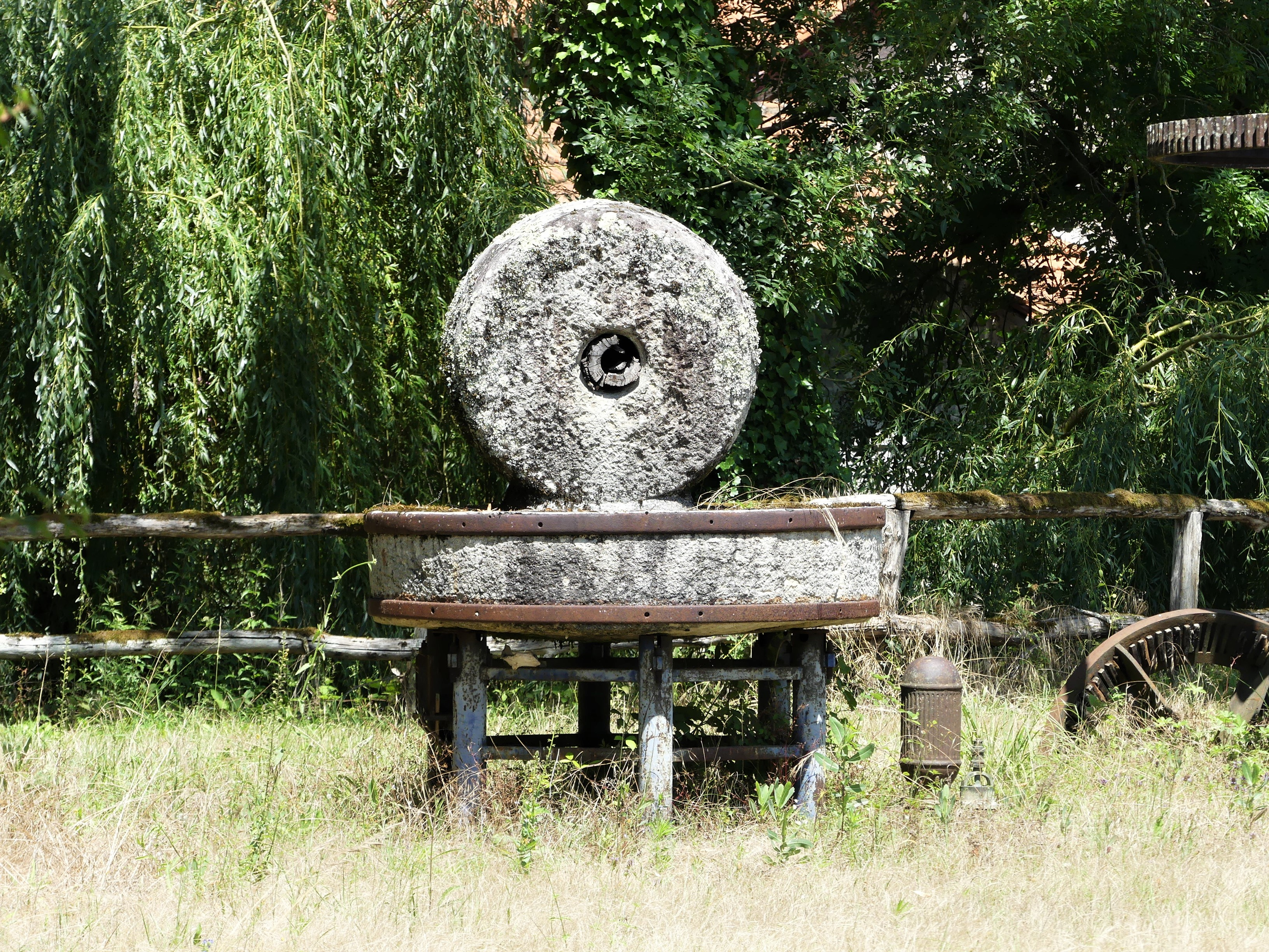
Meules de la minoterie Mazeau.

## Pour approfondir